# Estadio Ernesto Dickinson
El Estadio Ernesto Dickinson, es un estadio deportivo de Uruguay ubicado en la ciudad de Salto, capital del departamento homónino.
El estadio pertenece a la Liga Salteña de Fútbol, que junto a la Liga de Carmelo en Colonia, son las únicas del interior del país que tienen estadio propio. En el ofició de local Salto Fútbol Club en el profesionalismo; club que estuvo desafiliado de la  Asociación Uruguaya de Fútbol entre 2005 y 2020.  Salto FC se reafilió a la AUF en 2021 y actualmente milita en la Primera División Amateur.
Su capacidad es para 6500 espectadores, y es el mayor estadio del departamento de Salto.